# Cryptandra connata
Cryptandra connata là một loài thực vật có hoa trong họ Táo. Loài này được C.A.Gardner mô tả khoa học đầu tiên năm 1928.